# Scopula polyterpes
Scopula polyterpes är en fjärilsart som beskrevs av Louis Beethoven Prout 1920. Scopula polyterpes ingår i släktet Scopula och familjen mätare. Inga underarter finns listade.